# Leon Nałęcz

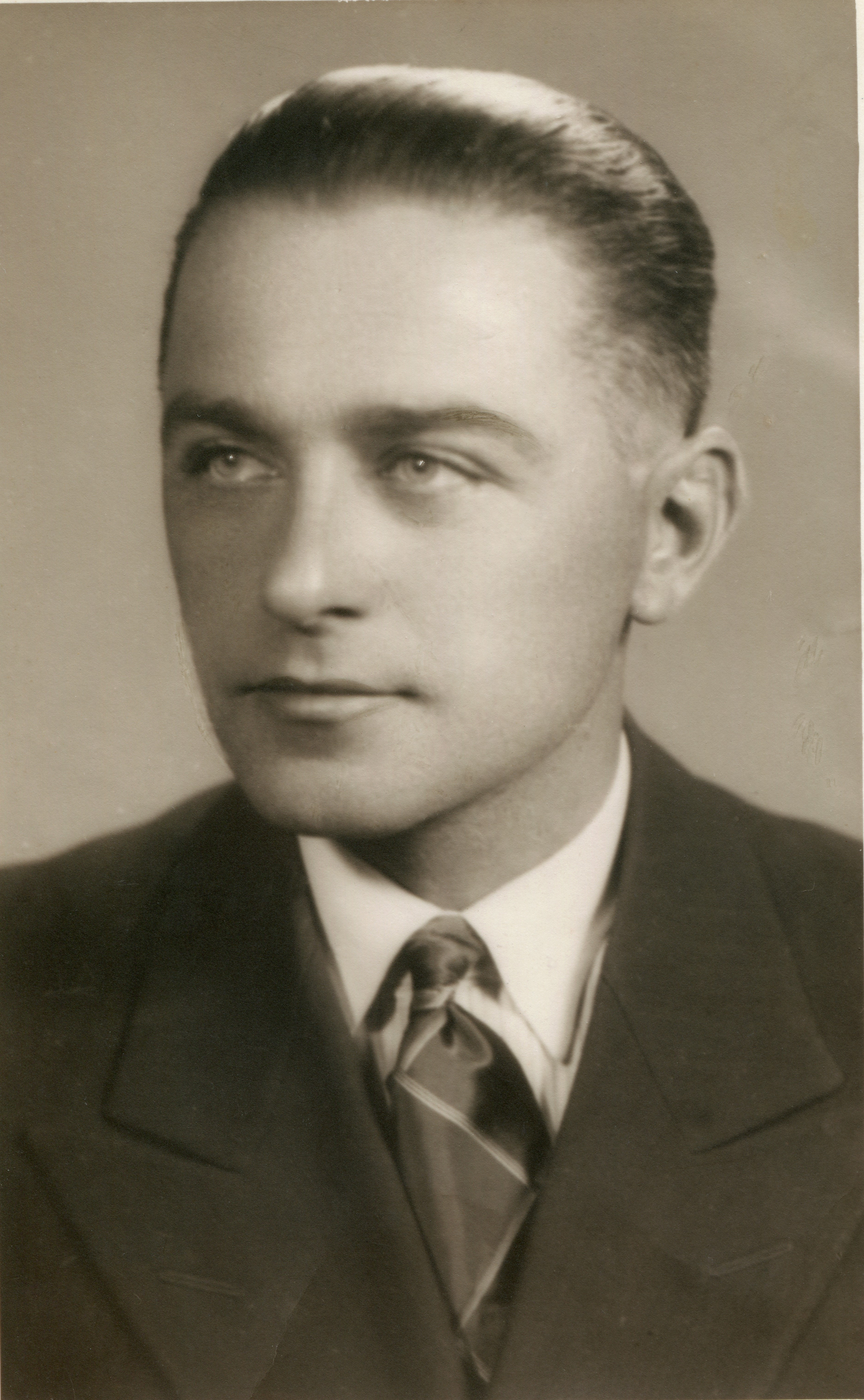
Leon Nałęcz

Leon Nałęcz (ur. 19 lutego 1909 w Miłoszewcu-Tokach, zm. 19 września 1951 w Krakowie) – polski inżynier, budowniczy zapory wodnej w Rożnowie i Czchowie, uczestnik walk w 1939 oraz konspiracji w czasie II wojny światowej.

## Życiorys
Był synem właściciela ziemskiego Jana Teofila i Zofii z Łebkowskich. W 1929 ukończył gimnazjum im. Zygmunta Krasińskiego w Ciechanowie. Studiował na Wydziale Inżynierii Politechniki Warszawskiej, gdzie uzyskał tytuł inżyniera budownictwa wodnego w 1938. W czasie wojny obronnej w 1939 był dowódcą plutonu w 18 Batalionie Saperów. Na początku 1940 podjął pracę jako inżynier na budowie zapory i zbiornika wodnego w Rożnowie, a następnie w Czchowie.
W latach 1943-1945 działał w AK Obwód Czchów. Podczas ataku polskich partyzantów w lipcu 1944 na niemiecką załogę zapory budowanej w Czchowie przerwał linie telekomunikacyjne.
W styczniu 1945 został mianowany kierownikiem budowy zapory i zbiornika w Czchowie. Zorganizował i doprowadził do ukończenia budowy, oddając zaporę do eksploatacji na jesieni 1949, jako jedno z większych dokonań powojennego budownictwa wodnego.
Był ożeniony z Wandą Jacoby, córką Józefa, inżyniera, i Zofii z Witwickich. Zmarł po długiej chorobie. Pochowany jest na cmentarzu w Bielsku-Białej.

## Odznaczenia
- Medal Zwycięstwa i Wolności
- Odznaka Grunwaldzka
- Złoty Krzyż Zasługi